# Unidade de Pronto Atendimento

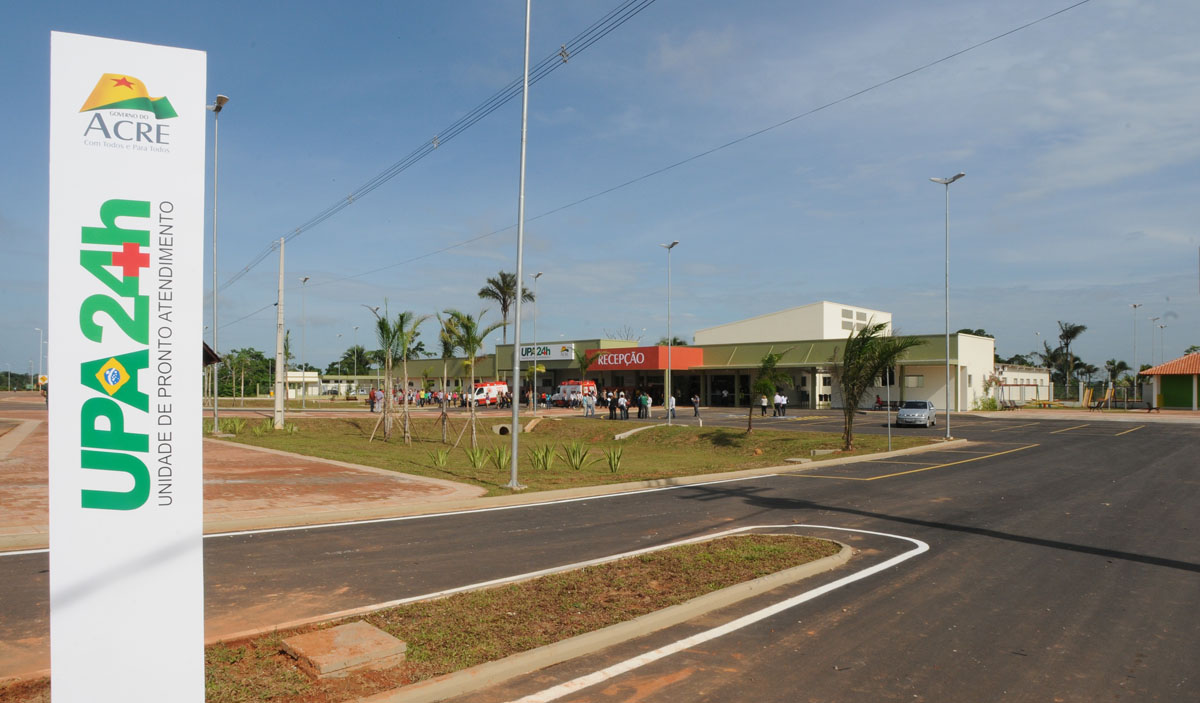
Unidade de Pronto Atendimento situada em Rio Branco, no Acre.

Unidade de Pronto Atendimento, abreviadamente UPA ou UPA 24h, é uma espécie de posto de saúde instalada em diversas cidades do Brasil. São responsáveis por concentrar os atendimentos de saúde de média complexidade, compondo uma rede organizada em conjunto com a atenção básica e a atenção hospitalar. As unidades também possuem o objetivo de diminuir as filas nos prontos-socorros dos hospitais, evitando que casos de menor complexidade sejam encaminhados diretamente para as unidades hospitalares, além de ampliar a capacidade de atendimento do Sistema Único de Saúde (SUS).
As UPAs funcionam 24 horas por dia, sete dias por semana, visando acolher e atender a todos os usuários que buscam assistência médica. Também são capazes de resolver grande parte das urgências e emergências, sendo que, nas localidades que contam com pelo menos uma unidade, cerca de 97% dos casos são solucionados no próprio local. Quando um paciente chega a uma UPA, os médicos prestam socorro, controlam o problema e detalham o diagnóstico. Também é feita a análise da necessidade de encaminhamento do paciente a um hospital ou de mantê-lo em observação por 24 horas.
As UPAs oferecem atendimento a urgências pediátricas, clínicas e odontológicas. Elas têm capacidade de realizar o primeiro atendimento ao trauma, estabilizando o paciente até a transferência para uma unidade de maior porte. As UPAs também fazem acolhimento, classificação de risco, exames laboratoriais e de raios X e observação individual. Cada unidade possui salas vermelhas, voltadas ao atendimento de casos mais graves, e leitos de observação pediátrica e clínica, sendo que, em algumas unidades, também há salas de medicação e de nebulização. A primeira unidade foi inaugurada em 2002 no bairro Alto de São Manoel, situado no município potiguar de Mossoró.

## Unidades do Rio de Janeiro
As primeiras Unidades de Pronto Atendimento no estado do Rio de Janeiro foram implementadas pela Secretaria de Estado de Saúde durante a gestão do governador Sérgio Cabral Filho e do secretário de Saúde Sérgio Côrtes. A primeira unidade foi inaugurada no dia 30 de maio de 2007 na Vila do João, uma das comunidades que compõem o Complexo da Maré. A implantação das UPAs fluminenses também tinha o objetivo de desafogar os prontos-socorros dos hospitais do estado, absorvendo deles inicialmente cerca de 7 mil pacientes diariamente.
No estado do Rio de Janeiro, a gestão das UPAs é feita pela Secretaria de Estado de Saúde de forma compartilhada com organizações sociais de Saúde. Até dezembro de 2013, as UPAs fluminenses, além de terem distribuído mais de 140 milhões de medicamentos à população, já haviam realizado mais de 20 milhões de atendimentos e de 18 milhões de exames laboratoriais e de raios X. Na época, o estado contava com 52 unidades, que totalizavam 208 leitos em salas de cuidados intensivos, 608 leitos em salas de cuidados semi-intensivos e 413 consultórios.
Em março de 2018, a Auditoria Geral do Estado do Rio de Janeiro, órgão ligado ao Tribunal de Contas do Estado do Rio de Janeiro (TCE-RJ), concluiu um relatório em que detalha os prejuízos causados pela implementação de algumas UPAs no Rio de Janeiro durante a gestão do secretário Sérgio Côrtes. No relatório, os técnicos consideraram que a licitação para a construção das unidades foi ilegal. As "UPAs de lata", feitas com painéis e aço e que teriam custado mais caro que as de tijolo, foram fornecidas pela Metalurgia Valença. Em delação premiada, o ex-subsecretário de Saúde Cesar Romero Vianna Junior afirmou que cada unidade do tipo que foi erguida gerou R$ 1,0 milhão em vantagens indevidas. Os advogados de Ronald de Carvalho, dono da Metalurgia Valença, declararam que não houve irregularidades no fornecimento dos módulos.
O sucesso do modelo adotado no Rio de Janeiro fez com que outros estados e até mesmo outros países também adotassem a iniciativa. No âmbito nacional, as UPAs foram regulamentadas por meio da Portaria n° 1020 de 13 de maio de 2009, que passou a adotar a nomenclatura, em conformidade com a Política Nacional de Atenção às Urgências. O Brasil atualmente conta com 464 UPAs em funcionamento 24 horas. O modelo das UPAs também foi importado pela Argentina, onde a cidade de Buenos Aires, por exemplo, contava com 12 unidades em julho de 2015. Daniel Scioli, ex-governador da província de Buenos Aires, propôs a implantação da iniciativa em todo o território argentino caso fosse eleito presidente do país nas eleições presidenciais de 2015.